# Art et mathématiques
 (novembre 2021).
La mise en forme du texte ne suit pas les recommandations de Wikipédia : il faut le « wikifier ».
Les points d'amélioration suivants sont les cas les plus fréquents. Le détail des points à revoir est peut-être précisé sur la page de discussion.
- Les titres sont pré-formatés par le logiciel. Ils ne sont ni en capitales, ni en gras.
- Le texte ne doit pas être écrit en capitales (les noms de famille non plus), ni en gras, ni en italique, ni en « petit »…
- Le gras n'est utilisé que pour surligner le titre de l'article dans l'introduction, une seule fois.
- L'italique est rarement utilisé : mots en langue étrangère, titres d'œuvres, noms de bateaux, etc.
- Les citations ne sont pas en italique mais en corps de texte normal. Elles sont entourées par des guillemets français : « et ».
- Les listes à puces sont à éviter, des paragraphes rédigés étant largement préférés. Les tableaux sont à réserver à la présentation de données structurées (résultats, etc.).
- Les appels de note de bas de page (petits chiffres en exposant, introduits par l'outil «  Source ») sont à placer entre la fin de phrase et le point final[comme ça].
- Les liens internes (vers d'autres articles de Wikipédia) sont à choisir avec parcimonie. Créez des liens vers des articles approfondissant le sujet. Les termes génériques sans rapport avec le sujet sont à éviter, ainsi que les répétitions de liens vers un même terme.
- Les liens externes sont à placer uniquement dans une section « Liens externes », à la fin de l'article. Ces liens sont à choisir avec parcimonie suivant les règles définies. Si un lien sert de source à l'article, son insertion dans le texte est à faire par les notes de bas de page.
- La présentation des références doit suivre les conventions bibliographiques. Il est recommandé d'utiliser les modèles {{Ouvrage}}, {{Chapitre}}, {{Article}}, {{Lien web}} et/ou {{Bibliographie}}. Le mode d'édition visuel peut mettre en forme automatiquement les références.
- Insérer une infobox (cadre d'informations à droite) n'est pas obligatoire pour parachever la mise en page.

Pour une aide détaillée, merci de consulter Aide:Wikification.
Si vous pensez que ces points ont été résolus, vous pouvez retirer ce bandeau et améliorer la mise en forme d'un autre article.
Art et mathématiques sont souvent associés dans le cadre d'analogie platonicienne sur la beauté et la vérité. Les prémisses de cette question convoquent souvent le nombre d'or.
Mais si l'on souhaite comprendre le rôle des mathématiques dans l'histoire de l'art et dans les révolutions esthétiques contemporaines, il est plus efficace de s'interroger sur les formes, la façon dont elles apparaissent et sont perçues. L'art et les mathématiques produisent de nombreux axes de convergences tant au niveau de l'intérêt que les mathématiciens et les artistes se portent mutuellement mais aussi autour des usages et des processus. De nombreux projets esthétiques contemporains relèvent de pratiques mathématiques plus ou moins apparentes, mais toutes témoignent d'une étendue surprenante de la culture mathématique. De la question de la beauté et de l'harmonie aux questions de morphologies ou de structures, les mathématiques offrent de nombreux outils pour investiguer dans la complexité du réel, de ses représentations, mais aussi sur la capacité à inventer des structures, des formes et des processus.

## Sujets mathématiques que l'on retrouve dans les pratiques artistiques
Parmi les exemples les plus souvent cités de lien entre l'art et les mathématiques peuvent être citées le nombre d'or, et la perspective.
Le nombre d'or est une constante mathématique mise à l'honneur dans les compositions de sculpture et de peinture, dans l'art de la Renaissance. Ce nombre d'or était considéré comme la règle pour obtenir une proportion harmonique satisfaisant le goût de l'observateur.
Les peintures de perspective de Brunelleschi sont perdues, mais la peinture de Masaccio de la Sainte Trinité montre les principes de la perspective et des proportions,.

## Artistes travaillant comme des mathématiciens

### Dispositif, symétrie, jeux de mots et mathématiques
François Morellet s'est constamment inspiré des mathématiques et de la géométrie dans son œuvre.  Citation de son site internet :  Les œuvres de François Morellet sont exécutés d’après un système : chaque choix est défini par un principe établi par avance. Il veut par là donner l’impression de contrôler la création artistique tout en laissant une part de hasard, ce qui donne un tableau imprévisible. Il utilise des formes simples, un petit nombre de couleurs en aplats, et des compositions élémentaires (juxtaposition, superposition, hasard, interférence, fragmentation). Il crée ainsi ses premières » trames », des réseaux de lignes parallèles noires superposées selon un ordre déterminé qui recouvrent toute la surface des tableaux. Ces systèmes rappellent les structures proposées par l’Oulipo (Ouvroir de Littérature Potentielle) et décrites par Raymond Queneau : « Quel est le but de nos travaux ? Proposer aux écrivains de nouvelles « structures », de nature mathématique, ou bien encore inventer de nouveaux procédés artificiels ou mécaniques, contribuant à l’activité littéraire ». Par la suite, François Morellet va continuer à utiliser des systèmes basés sur un univers mathématique.

### Nœuds, graphes et entrelacs
Michel Serres dans son livre Les Origines de la Géométrie explique que le premier acte mathématique fut l'entrelacs du tissage. On explique l'apparition des mathématiques par les premiers actes cadastraux en Mésopotamie ou bien la nécessité du décompte administratif, des provisions alimentaire et du cheptel. L'archéologie montre que l'entrelacs est très antérieur à l'écriture, les structures tissées jouant avec les nœuds et entrelacs semblent liées aux capacités manuelles et une intuition physique de la structure et de la force des matériaux. C'est ainsi que Michel Serres montre que le premier acte mathématique est issu de notre capacité à manipuler des matériaux et de les convertir en objets utilitaires (panier, tissus, filets, etc.).
La fabrication de l'entrelacs provoque une fascination et développe des questions théoriques qui basculent le jeu de construction en un acte formel. Léonard de Vinci a joué avec les entrelacs, par exemple dans le Codex Vallardi acquis par le Louvre en 1856.

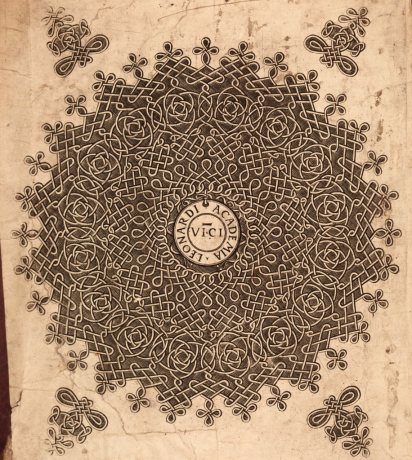
Leonardo da Vinci (1452-1519) du Codex Vallardi acquis par le Louvre en 1856 auprès de l’antiquaire milanais Giuseppe Vallardi.

### Intuitions fractales
L'espace peint par Jackson Pollock était inédit dans l'histoire de l'art, jamais on n'avait pu voir des fractales en peintures. Poursuivant à ses débuts une démarche moderne de peintre calquée sur celle de Pablo Picasso, il s'en est progressivement éloigné avec son désir de créer un espace pictural proprement nord américain, sur l'inspiration des idées de Carl Jung sur les mythes et psychologies collectives, Jackson Pollock a eu l'intuition de la complexité scalaire liée au paysage nord américain. Loin de travailler sur les concepts mathématiques sous-jacents des fractals énoncés alors par Georg Cantor, Henri Poincaré. L'intuition de l'artiste le porte au seuil d'une conception inédite de l'espace. Ce travail est mené avec rigueur et ses œuvres sont empreintes de l'intuition d'un espace aux échelles récurrentes. Si bien que les mathématiciens travaillant sur ses espaces trouvent des récurrences et des structures. 
Katherine Jones-Smith, Harsh Mathur, and Lawrence M. Krauss 2008 
Drip paintings and fractal analysis

### Topologies fantaisistes et morphologie
Comment comprendre les transformations topologiques dans les personnages de dessins animés ? Semblables aux créatures composites des œuvres de Joan Miró, les dessins animés nous donnent à observer une faune étrange plastique et transformable de façon continue ou parfois discontinue. Les personnages sont parfois coupés pour se reconstituer expérimentant ainsi les règles de la topologie.
Vector Graphics Animation with Time-Varying Topology Boris Dalstein, Rémi Ronfard, Michiel van de Panne, ACM SIGGRAPH 2015

### Espaces à plus de trois dimensions, géométries non euclidiennes
Au XIXe siècle, les œuvres de Gauss, Lobatechevski et Bernhard Riemann popularisent l'idée de dimensions spatiales et de géométries exotiques. Albert Einstein, en développant la théorie de la relativité, offre au public cultivé de nouveaux paradigmes d'observation dont certains artistes se saisissent afin de trouver d'autres modes de représentation, l'idée d'espace-temps est fertile et les jeunes Braque et Picasso entendent parler d'un espace qui ne serait plus euclidien mais sphérique ou hyperbolique. Cela provoque l'imagination et offre de nouveaux modes de description que l'on va retrouver dans le nu descendant l'escalier de Marcel Duchamp et dans les œuvres fondatrices de Braque et Picasso du cubisme analytique réalisé au Bateau Lavoir durant la première décennie du XXe siècle. Cette conception de l'espace va s'incarner dans l'œuvre fondamentale de l'histoire de l'art au XXe siècle "les demoiselles d'Avignon".

## Architectures et mathématiques
- L'architecture non standard est née des possibilités techniques offertes par les outils informatiques récents, les logiciels d'images de synthèse 3ds Max, Rhino et son plugins Grasshopper permettent de procéduraliser la morphogénèse en design et en architecture. La ligne de production entre la conception et la fabrication ont permis de personnaliser les éléments, libérant ainsi l'écriture architecturale et lui permettant de se rapprocher de la sculpture et du dessin, mais aussi permettant l'élaboration de formes complexes dont le schéma est rigoureusement documenté et dont la réalisation se fait dans une suite d'opérations industrielles simplifiées par les machines-outils. En 1969, l'ingénieur Pierre Bézier développe chez Renault un algorithme pour manipuler les courbes elliptiques développé sur les équations quadratiques[Information douteuse] afin de concevoir la carrosserie de la Renault 16. Cette innovation ouvre les possibilités aux designers de manipuler les courbes elliptiques sur de grandes échelles. Auparavant ces techniques étaient empiriques, basées sur l'expérience des chaudronniers qui formaient les coques de bateaux ou structures d'avions.
- Utilisation des courbes de Bézier dans le design/bio-design.

## Beauté et esthétisme pour les mathématiques
La beauté mathématique est un sentiment de beauté que certaines personnes ressentent face aux mathématiques. À l'inverse, la beauté et l'art, comme moyens d'atteindre à la vérité, peuvent donner une force nouvelle aux idées et les répandre. C'est ce dont témoignent certaines séries d’œuvres d'art inspirées par des récentes découvertes en physique mathématique, par exemple celle de Daniel Bernard (DCB) à l'Institut Polytechnique (Palaiseau/Paris).  

#### En français
- Marcel Berger , Géométrie vivante ou L'échelle de Jacob, Cassini, coll. « Nouvelle bibliothèque mathématique », 2009  (ISBN 978-2-84225035-5)
- Michel Serres Les origines de la géométrie, Date de parution mai 201, Collection Champs Sciences, numéro 331 , Format 11cm x 18cm  (ISBN 2081260700)
- René Thom, Local et global dans l'œuvre d'art, la passion des formes, (à René Thom), ouvrage 1&2 collectionTheoria, ENS éditions, Fontenay Saint Cloud, ouvrage collectif sous la direction de Michel Porte, 1994  (ISBN 2902126093) vue Le Débat, no 24, mars 1983  (ISSN 0246-2346)
- Vocabulaire de géométrie pour l'architecture Ontologies pour modèles de synthèse, Pascal Terracol, Paris : Presse des Ponts, 2017  (ISBN 978-2-85978-509-3)
- Expériences de topologie, Stephen Barr, collection Lysimaque, Diffusion Belin  (ISBN 2-7011-1108-0)
- Figures de l'infini, Tony Levy, éditions du Seuil, 1987  (ISBN 2-02-009609-9)
- Frédéric Migayrou, Architectures non standard, Éditions du Centre Pompidou, 3 décembre 2003  (ISBN 2844262317 et 978-2844262318)

#### En anglais
- (en) Claude Bruter (dir.), Mathematics and Modern Art (Proceedings of the First ESMA (en) Conference, held in Paris, July 19-22, 2010), Springer, coll. « Springer Proceedings in Mathematics » (no 18), 2012 (ISBN 978-3-642-24496-4, DOI 10.1007/978-3-642-24497-1).
- Martin Golubitsky et Ian Stewart, Fearful symmetry : is God a geometer?, Blackwell, 1992 (ISBN 0-631-18251-9 et 978-0-631-18251-1, OCLC 24701992, lire en ligne).
- George K. Francis, A topological picturebook, 1987 (ISBN 0-387-96426-6, 978-0-387-96426-3 et 3-540-96426-6, OCLC 14966322, lire en ligne).
- John Tyler Bonner, On growth and form, 1997 (ISBN 978-1-107-26679-7, 1-107-26679-3 et 978-1-107-32585-2, OCLC 857769555, lire en ligne).
- H. Jürgens et Dietmar Saupe, Fractals for the classroom, Springer-Verlag, ©1992- (ISBN 0-387-97041-X, 978-0-387-97041-7 et 3-540-97041-X, OCLC 24768369, lire en ligne).
- Theodore Andrea Cook, The curves of life : being an account of spiral formations and their application to growth in nature, to science, and to art : with special reference to the manuscripts of Leonardo da Vinci, Dover Publications, 1979 (ISBN 0-486-23701-X et 978-0-486-23701-5, OCLC 4983617, lire en ligne).
- Emmer, Michele., The visual mind II, MIT Press, 2005 (ISBN 0-262-05076-5, 978-0-262-05076-0 et 0-262-55063-6, OCLC 56318681, lire en ligne).
- Paul M. Laporte, Cubism and Relativity with a Letter of Albert Einstein, vol. 21, no 3, MIT Press, 1988 (JSTOR 1578661?), p. 313-315.